# Nibelle
Nibelle ist eine französische Gemeinde mit 1.176 Einwohnern (Stand: 1. Januar 2022) im Arrondissement Pithiviers im Département Loiret in der Region Centre-Val de Loire. Die Gemeinde gehört zum Kanton Le Malesherbois. Die Einwohner werden Nibellois und Nibelloises genannt.

## Geographie
Nibelle liegt etwa 110 Kilometer südlich von Paris und etwa 40 Kilometer ostnordöstlich von Orléans am Fluss Rimarde und am Wald von Orléans. Umgeben wird Nibelle von den Nachbargemeinden Chambon-la-Forêt und Nancray-sur-Rimarde im Norden, Chemault im Osten und Nordosten, Nesploy im Osten und Südosten, Sury-aux-Bois im Süden, Seichebrières im Süden und Südwesten sowie Ingrannes im Westen.

## Bevölkerungsentwicklung
| Jahr                       | 1962 | 1968 | 1975 | 1982 | 1990 | 1999 | 2006 | 2018 |
| Einwohner                  | 690  | 618  | 574  | 611  | 697  | 752  | 925  | 1187 |
| Quellen: Cassini und INSEE |      |      |      |      |      |      |      |      |

## Sehenswürdigkeiten
- Kirche Saint-Sauveur von 1866
- Schloss Le Hallier, 1544 als Festung erbaut, dann umgewandelt, seit 1967 Monument historique
- Reste des Schlosses La Guette aus dem 19. Jahrhundert
- Schloss Flottin aus dem 19. Jahrhundert

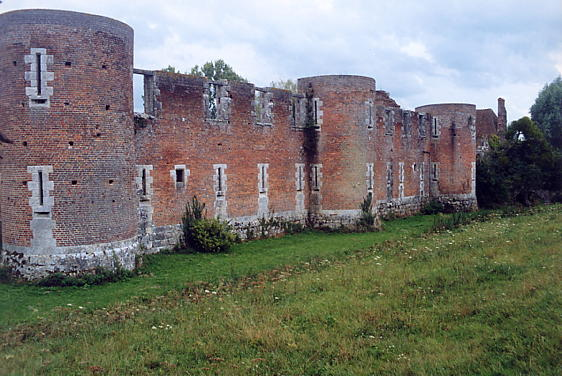
Schloss Le Hallier

- Mehrere Reste von Turmhügelburgen